# Jean-Michel Bongiraud
Jean-Michel Bongiraud, né le 8 février 1955 à Saint-Mard (Aisne), est un poète français.

## Biographie
Il est l'auteur de plusieurs recueils de poésie ainsi que d'un essai, La poésie et nous , ouvrage publié par les Éditions Corps Puce. Un autre essai, plus politique,  L'empreinte humaine  a été publié par les Editions Editinter.
Il a également fait paraître la revue Parterre Verbal entre 1992 et fin 2001 et depuis 2008, il anime la revue Pages Insulaires. Il a écrit des articles pour différentes revues ou journaux, dont Le Monde libertaire et Alternative libertaire.
Un roman Déviations a été publié en 2012 aux Editions Alzieu.
À partir de janvier 2013, il publie le journal  Fermentations (parution en février, avril, juin, septembre et décembre de l'année). On peut le retrouver sur le blog cité en lien  avec le sommaire de chaque numéro ainsi que divers articles ou notes de lecture. Un essai en 2013, De la nécessité d'écrire face à l'impossibilité de changer le monde a été publié aux Editions Edilivre

## Œuvres publiées
BNF : notices bibliographiques.

### Éditions Editinter
- Fermentations poétiques
- Apesanteur fiscale
- le livre des silences
- Du bout de mes orteils
- Un livre pour la pluie
- L'herbe passagère
- Arpège précédé de Une quinte sous nos doigts

### Éditions Encres Vives
- À la fin du cri
- Les fruits de l'alphabet
- Mouvements
- Mains

### Éditions Gros textes
- Les mots de la maison
- Pages Insulaires
- Pour retendre l'arc de l'univers

### Éditions L'Épi de seigle
- Les mots du manœuvre
- La noisette

### Autres éditeurs
- Mots d'atelier, Édition le dé bleu
- Le cou de la girafe, Éditions l'Amourier
- L'ombre de la bêche, Éditions Alain Benoït
- Abeilles, Éditions des Vanneaux
- Sang et broussailles, Éditions Rafaêl de Surtis
- L'herbe et le néant (1994 première édition), Éditions En Forêt (Allemagne)
- Je n'en dirai guère plus, Éditions de l'Atlantique
- Voyages anarchistes, Revue À l'index, collection Les Plaquettes[3]

## Pour approfondir